# Юмбель
Юмбель (исп. Yumbel) — город в Чили. Административный центр одноимённой коммуны. Население — 8302 человека (2002). Город и коммуна входит в состав провинции Био-Био и области Био-Био.
Территория коммуны — 727 км². Численность населения — 20 653 жителя (2007). Плотность населения — 28,41 чел./км².

## Расположение
Город расположен в 57 км юго-восточнее административного центра области — города Консепсьон и в 40 км севернее административного центра провинции — города Лос-Анхелес.
Коммуна граничит:
- на севере — с коммуной Кильон
- на востоке — с коммуной Кабреро
- на юго-востоке — с коммуной Лос-Анхелес
- на юге — с коммуной Лаха
- на юго-западе — с коммуной Сан-Росендо
- на западе — с коммуной Уальки
- на северо-западе — с коммуной Флорида

## Демография
Согласно сведениям, собранным в ходе переписи Национальным институтом статистики, население коммуны составляет 20 653 человека, из которых 10 499 мужчин и 10 154 женщины.
Население коммуны составляет 1,04 % от общей численности населения области Био-Био. 47,33 % относится к сельскому населению и 52,67 % — городское население.

### Важнейшие населённые пункты коммуны
- Юмбель (город) — 8302 жителя
- Эстасьон-Юмбель (посёлок) — 2633 жителя